# Sokol (Żar)
Sokol (1013 m) – szczyt w  górach Żar (słow. Žiar) na Słowacji. Znajduje się w ich części zwanej Sokol między szczytem Chlieviská (1024 m i bezimiennym wierzchołkiem 966 m, oddzielony od nich głębokimi przełęczami. W kierunku południowo-wschodnim ze szczytu Sokol opada do Kotliny Turczańskiej grzbiet z wierzchołkiem Žiar (757 m). W dolinki po obydwu stronach tego grzbietu wcinają się potoki będące lewymi dopływami potoku Polerieka. Orograficznie lewa dolinka to Trstenec. Stoki północno-zachodnie opadają do Kláštorskiej doliny i wcina się w nie dolinka potoku uchodzącego do Vrícy.
Sokol zbudowany jest ze skał wapiennych. Jest całkowicie porośnięty lasem, ale są w nim odsłonięcia skalne. Nie prowadzi przez niego żaden znakowany szlak turystyczny.